# Julio Garrido Malaver
Julio Garrido Malaver (Celendín, 2 de julio de 1909  - Trujillo, 19 de septiembre de 1997), fue un poeta, narrador, periodista y político peruano. Poeta de intensa emoción social y humana, su obra no ha sido valorada por la literatura oficial en su justa dimensión. Perteneció al grupo de los llamados “Poetas del pueblo”. Escritor prolífico, publicó en vida más de 20 volúmenes tanto en poesía como en narrativa, habiendo dejado inéditas varias obras que han venido siendo publicadas póstumamente. Como político militó en el Partido Aprista y se caracterizó por su lucha infatigable por la causa del indígena y del oprimido, alternándola con su actividad cultural. Soportó destierros y prisiones por sus ideales. Fue elegido por voto popular como parlamentario ante el Congreso de la República del Perú en cuatro oportunidades, dos veces diputado y dos veces senador. Fue también Director del Instituto Regional de Cultura de Trujillo - La Libertad.

## Biografía
Hijo de Isidoro Garrido y Juana Malaver, estudió la primaria en su pueblo natal y la secundaria en el Colegio Nacional San Ramón de Cajamarca, en el cual era aún alumno cuando obtuvo el primer premio en los Certámenes Literarios de Cajamarca, con su “Canto al 12 de octubre” (1929).
Al concluir la educación secundaria en 1932 se trasladó a Lima e ingresó a la Universidad Nacional Mayor de San Marcos. Pero por su activa militancia en el aprismo fue apresado y desterrado a Chile, donde permaneció entre 1934 y 1939. Allí  cursó Derecho en la Universidad de Concepción y en la Universidad Central. Ganó el concurso literario organizado a nivel nacional por la Universidad de Concepción y fue coronado como Poeta de la Juventud en 1937 por su “Canto a la reina primaveral”. De regreso al Perú, fue laureado en los Juegos Florales Universitarios con su “Canto a la primavera en varios momentos” (1940). Publicó también su novela La guacha, prologado por José Gálvez Barrenechea (1940). Nuevamente reducido a prisión por sus actividades políticas, fue internado en el penal de la isla de El Frontón (1940-1944). 
Al convocarse las elecciones generales de 1945 el partido aprista integró el Frente Democrático Nacional que llevó a la presidencia a José Luis Bustamante y Rivero. Por voto popular Garrido resultó elegido diputado por  Celendín. Tras el golpe de Estado del general Manuel A. Odría (27 de octubre de 1948), fue sometido nuevamente a prisión, que se prolongó de 1951 a 1956. Restablecido el régimen democrático, ejerció la dirección del diario El Norte de Trujillo (1956-1963). En las elecciones generales de 1963 fue elegido diputado por Cajamarca (1963-1968) y llegó a ser vicepresidente de su cámara en 1965.
Durante la dictadura del general Juan Velasco Alvarado fue encarcelado (1971). Al restaurarse la democracia en 1980, fue elegido senador por el departamento de La Libertad (1980-1985). 
En sus últimos años se retiró a su hogar en Trujillo, pero continuó produciendo y corrigiendo sus obras literarias aún inéditas. Así le sorprendió la muerte el 19 de septiembre de 1997, a la edad de 88 años.

## Obras literarias
Cultivó la poesía filosófica y social, aunque no empleó proclamas doctrinarias, sino términos comunes, llamando al amor y la solidaridad. 

### Poesía
En vida publicó los poemarios siguientes: 
- Vida de pueblo (1940)
- Los poemas florales (1940)
- Palabras de tierra (1944)
- La tierra de los niños (1946)
- Canto a la Navidad (1945)
- Carta a mi madre
- Una mañana con Dios
- El árbol
- La dimensión de la piedra (1955), prologado por Antenor Orrego.
- El nuevo canto del hombre (1958)
- El canto del amor agrario
- Barrio de pobres
- Proclamas para el pueblo
- El hijo del universo
- Chan Chan
- Eternidad de amor y de milagro (1968), dedicado a la grandeza de Machu Picchu.
- Poesía (7 volúmenes, 1987-1988), recopilación de sus composiciones poéticas, por César Calvo.

### Prosa
Novelas y cuentos:
- La guacha (1940), relato rural y lírico, tierna historia de una corderita dulce y abandonada.
- Imágenes salvadas (1967), colección de cuentos.
- El otro paraíso (1976), novela
- El camino que no llegó (1976), novela
- Los buitres, novela.
- ¡Para ser libres! (1977), novela.
- Cuentos, recopilación de sus cuentos, en 7 volúmenes.

Además: 
- El Frontón (1966), serie de estampas donde recuerda su paso por el islote carcelario.
- Elogio a la soledad (1966), meditaciones en prosa.
- Ellos fueron mis hermanos, relatos breves.
- Creo en ti (1979), relatos políticos.

## Características de su obra literaria
«Caracteriza a Garrido Malaver una espontaneidad conmovedora, proclive al romanticismo; amor a los animales; sentido franciscano de la vida; profunda emoción social y sentido heroico de la vida».

## La dimensión de la piedra
La dimensión de la piedra es la obra cumbre de Garrido Malaver, fruto de las meditaciones, sueños y angustias durante la carcelería sin proceso que sufrió bajo el régimen de Odría.

La piedra representa para Garrido lo inconmovible e ineludible; piedra de los muros de la Penitenciaría, piedra de las fortalezas incaicas, piedra de los roquedales andinos, piedras que alimentan la honda o huaraca con que pelean los hombres, piedra funeraria, piedra monumental. La forma de este poema torturado y solemne es variada. Garrido no es un retórico, aunque a ratos, por fuerza del tema y del auditorio imaginario al que se dirige y del oficio político, apela a cierto tono oratorio y abunda en anáforas, propias del discurso, aunque en ella, en la anáfora, incidan y reincidan tan a menudo Vallejo, de Rocka  y Neruda.
Luis Alberto Sánchez, en La literatura peruana (1975), p. 1541.

A continuación un fragmento.

30
Yo creo que en cada piedra americana,
a más de su propia perfección y grandeza,
a más de su actitud de eternidad,
a más de su presencia que no admite todavía negaciones absolutas,
moran: un alma de laboreo cotidiano de su esperanza y de su luz
y hasta las alas múltiples
que no redondearon la plenitud de vuelos infinitos...

Ha de ser por eso,
que en la pétrea soledad de nuestras montañas,
cuando estamos a solas con nuestra alma,
sentimos que la piedra nos oprime hasta el grito,
nos dilata hasta la ansiedad del abismo,
nos conturba hasta hacernos olvidar de nosotros;
y luego nos arroja, como a cantos rodados,
para seguir cayendo y levantando en las sierpes castigadas
de los difíciles caminos en cuyos recodos
se agazapa una muerte que no existe
y que mata únicamente a lo que nació sin destino...

Por eso ha de ser que, cuando estamos a solas con la piedra,
nos parece que el cielo está más cerca de nosotros;
y que si las estrellas no se sumergen,
una a una, en nuestra sangre,
será porque todavía las necesita el cielo
para seguir siendo la perfección azul del infinito...

Por eso ha de ser,
que siempre nos hemos acercado y nos acercamos aún a la piedra
y tratamos en ella de imprimir nuestro gesto mejor
y nuestro más buen sueño,
como el más hondo dolor de todos los dolores...